# Smail Prevljak
Smail Prevljak (Konjic, 10 mei 1995) is een Bosnisch voetballer die sinds 2020 onder contract ligt bij KAS Eupen. Prevljak is een aanvaller.

## Clubcarrière

### Red Bull
Prevljak sloot zich in 2013 aan bij de jeugdopleiding van RB Leipzig. Op 2 augustus 2014 maakte hij in de competitiewedstrijd tegen VfR Aalen zijn officiële debuut voor de club. Uiteindelijk maakte hij de overstap naar Red Bull Salzburg, een zusterclub van RB Leipzig. Tussendoor deed hij ook ervaring op bij FC Liefering, een satellietclub van Salzburg, in de Erste Liga. Na afloop van het seizoen 2014/15 werd hij verkozen tot beste speler van de 2. Liga, nadat hij er met Liefering veertien keer scoorde en tweede eindigde.
Op 1 april 2016 scheurde Prevljak zijn kruisbanden in de competitiewedstrijd tussen SC Austria Lustenau en FC Liefering. De Bosniër maakte pas in februari 2017 zijn wederoptreden bij Liefering. Om weer ritme op te doen werd hij in het seizoen 2017/18 uitgeleend aan de Oostenrijkse eersteklasser SV Mattersburg. Prevljak scoorde er dat seizoen zestien competitiegoals, waardoor hij derde eindigde in de topschuttersstand na Moanes Dabour (Red Bull Salzburg) en Deni Alar (SK Sturm Graz).
Zijn beste seizoen bij Red Bull Salzburg was het seizoen 2018/19, toen hij tien competitiedoelpunten scoorde in de Oostenrijkse Bundesliga. Vier van zijn tien doelpunten scoorde hij in de 5-1-thuiszege tegen SKN St. Pölten op de achttiende speeldag. Toen hij in het seizoen daarop hoe langer hoe meer gebarreerd werd door de ontluikende Erling Braut Håland, werd hij in januari 2020 uitgeleend aan de Belgische eersteklasser KAS Eupen.

### KAS Eupen
Bij Eupen was hij in zijn eerste vijf competitiewedstrijden goed voor vier goals (tegen STVV, KAA Gent, Royal Excel Moeskroen en KV Mechelen). Wegens de stopzetting van de competitie vanwege de coronapandemie kon Prevljak zijn goede vorm niet verderzetten in de play-offs.
Eupen probeerde Prevljak na afloop van zijn uitleenbeurt terug te halen, maar slaagde daar niet meteen in. Op 31 augustus 2020 maakte de aanvaller dan toch op definitieve basis de overstap naar de Oostkantonners. Eupen betaalde twee miljoen euro voor Prevljak, enkel voor Mamadou Sylla werd ooit meer betaald (al werd bij Sylla destijds wel gewoon de aankoopoptie van 2,3 miljoen euro gelicht om hem vervolgens meteen met winst door te verkopen aan KAA Gent).
In zijn eerste volledige seizoen bij Eupen haalde hij reeds in januari dubbele cijfers qua doelpunten, met dank aan een goede maand januari waarin hij zes keer scoorde.

## Interlandcarrière
Prevljak maakte op 23 maart 2018 zijn debuut voor het Bosnisch voetbalelftal. In een oefeninterland tegen Bulgarije (0-1-winst) viel hij in de 76e minuut in voor Edin Džeko.
| Interlands van Smail Prevljak | Interlands van Smail Prevljak | Interlands van Smail Prevljak      | Interlands van Smail Prevljak | Interlands van Smail Prevljak | Interlands van Smail Prevljak | Interlands van Smail Prevljak |
| No.                           | Datum                         | Wedstrijd                          | Uitslag                       | Soort Wedstrijd               | Doelpunten                    |                               |
| Als speler bij SV Mattersburg | Als speler bij SV Mattersburg | Als speler bij SV Mattersburg      | Als speler bij SV Mattersburg | Als speler bij SV Mattersburg | Als speler bij SV Mattersburg | Als speler bij SV Mattersburg |
| ----------------------------- | ----------------------------- | ---------------------------------- | ----------------------------- | ----------------------------- | ----------------------------- | ----------------------------- |
| 1.                            | 23 maart 2018                 | Bulgarije – Bosnië en Herzegovina  | 0 – 1                         | Vriendschappelijk             | -                             |                               |
| Als speler bij KAS Eupen      |                               |                                    |                               |                               |                               |                               |
| 2.                            | 14 oktober 2020               | Polen – Bosnië en Herzegovina      | 3 – 0                         | UEFA Nations League 2020/21   | -                             |                               |
| 3.                            | 12 november 2020              | Bosnië en Herzegovina – Iran       | 0 – 2                         | Vriendschappelijk             | -                             |                               |
| 4.                            | 15 november 2020              | Nederland – Bosnië en Herzegovina  | 3 – 1                         | UEFA Nations League 2020/21   | 63'                           |                               |
| 5.                            | 18 november 2020              | Bosnië en Herzegovina – Italië     | 0 – 2                         | UEFA Nations League 2020/21   | -                             |                               |
| 6.                            | 27 maart 2021                 | Bosnië en Herzegovina – Costa Rica | 0 – 0                         | Vriendschappelijk             | -                             |                               |
| 7.                            | 31 maart 2021                 | Bosnië en Herzegovina – Frankrijk  | 0 – 1                         | Kwalificatie WK 2022          | -                             |                               |
| Totaal                        | Totaal                        | Totaal                             | Totaal                        | Totaal                        | 1                             |                               |

Bijgewerkt tot 6 april 2021

## Speelstijl
Prevljak staat bekend als sluipschutter van de rechthoek die vaak van dichtbij scoort.